# Junus Emre
Junus Emre (1238? — 1320?) turski je sufijski pesnik iz 13. veka. Jedan je od začetnika poezije ašika i predstavlja najeminentniju figuru u celokupnoj turskoj književnosti.

## Život Junusa Emrea
Život ovog mistika predmet je brojnih rasprava. Iako postoje nedoumice u pogledu mesta njegovog rođenja, ipak se, kao najpouzdaniji, uzima podatak da je rođen u selu Sarikoj, blizu Sivrihisara u Anadoliji. Takođe, postoji i nedoumica gde je sahranjen, ali se smatra da se njegov grob nalazi u mestu Bektaši Vilajet, u blizini Eskišehira. Junus Emre je bio turkmenski seljak koji je mladost proveo u siromaštvu. Postoji jedna legenda koja govori o tome kako je Junus postao derviš. Pripoveda se da je u vreme velike gladi, u Anadoliji oslabljenoj ratovima, Junus Emre krenuo u potragu za hranom kako bi pomogao sirotinji. Na tom putu se, sasvim slučajno, zaustavio u tekiji Hadži-Bektaš Velija koja je bila poznata sufijska loža. Junus Emre je želeo da voće koje je sa sobom poneo na put, zameni za žito. Kada je od Hadži-Bektaš Velija zatražio žito, on mu je ponudio himet što označava sufijski koncept (napor i dobrotu), ali je Junus Emre to odbio. Hadži-Bektaš Veli mu je ponovo ponudio himet, ali je Junus Emre i po drugi put to odbio. Na kraju mu je dao ono što je želeo, tako da je Junus Emre nastavio svoj put. Međutim, Junus Emre je shvativši kakvu milost mu je Hadži- Bektaš Veli ponudio, odlučio da se vrati i da prihvati ponuđeno. Smatra se da je taj čin bio presudan za Junusovo duhovno preobraćenje, a naročito za poetsko stvaralaštvo. Ova legenda ima svoj simbolički značaj jer pokazuje Junusovo putešestvije od običnog anadolskog seljaka do bogobojaznog sufije. Još jedna ličnost ostavila je traga u životu Junusa Emrea a to je Taptuk Baba ili Taptuk Emre. U svom „Divanu” Junus Emre ga pominje s velikim poštovanjem. Junus Emre je kod Taptuk Babe služio na molbu i predlog Hadži-Bektaš Velija, čak se smatra da je bio zaljubljen u Taptukovu ćerku. To je navelo mnoge tumače Emreove poezije da pesme s ljubavnom tematikom stavljaju u kontekst te velike ljubavi između Junusa Emrea i ćerke njegovog zaštitnika Taptuk Babe. Postoji i legenda koja govori o Junus Emreu kao o posvećenom mistiku koji je veoma često recitovao pesme i himne koje je komponovao Hadži- Bektaš Veli, ali i da ih je, u stanju mističke ekstaze, i sâm komponovao.

## Delo Junusa Emrea
Junus Emre je za života napisao dva dela: „Divan” i veliku poemu u formi mesnevije pod nazivom „Knjiga pouke” (Risâlet-ün Nushiyye), za koju turski istoričar književnosti M. F. Koprulu kaže da je zastupljena na prvim stranama „Divana”.On je svojom veštinom i nadarenošću stvarao poeziju koju karakteriše čist, jednostavan turski narodni jezik. To je istovremeno i jedno od najvećih dostignuća ovog pesnika. On je među prvima svoj književni jezik oslobodio persijskog i arapskog uticaja i time odigrao odlučujuću ulogu u oblikovanju turske kulture i književnog stvaralaštva. Lakoća kojom se obraća čitaocu, dubina njegovih misli i jasna poruka koja proističe iz njegovih stihova, učinili su ga najuticajnijim turskim pesnikom svih vremena. Anadolija, prostor na kome je Junus Emre proveo ceo svoj život, bila je mesto gde su se osnivali brojni derviški redovi kao veoma značajni, prvo verski, a potom i društveno-politički faktor osmanskog društva. Derviški redovi su tokom seldžučkog perioda, na čelu sa svojim šejhovima, imali vodeću ulogu u naseljavanju Turaka u Anadoliju. Vrlo je indikativno to što su se pod okriljem sufijskih tarikata nalazili ljudi iz različitih socijalnih staleža, od zemljoradnika do najviše birokratije i predstavnika uleme (islamske zajednice). Tako su ovi tarikati svojim radom obuhvatili sve segmente osmanskog društva, te sufizam nije bio samo puko izražavanje mističke doktrine i izraz religijske potrebe, već i svojevrsni društveni fenomen i istinski način života.6 Junus Emre je stasavao pod uticajem persijskih sufija, pre svega Dželaledina Rumija, po čijem uzoru je i stvarao. Takođe, treba istaći i da je na Junusa Emrea uticao Ahmed Jesevi, preuzimajući pesničku formu katren (tur. dörtlük) koju je Jesevi ustanovio. Junus Emre je pisao ilahije, pobožne pesme jednostavne forme i oblika koje se sastoje iz 7, 8 ili 11 slogova. Njegovo glavno pesničko opredeljenje bila je ljubav. Bio je začetnik poezije ašika (asık edebiyatı koja je karakteristična za tursku narodnu književnost. Kao i drugi sufijski pesnici, pisao je o mističkoj ljubavi, o opijenosti Bogom, o izgaranju od želje za Njim. Pri tom je Junus koristio simbole prisutne i kod drugih sufijskih pesnika, kao što su slavuj, ruža, ružičnjak, vino, Medžnun i Lejla, more... Junus takođe često spominje ličnosti koje se pojavljuju u Kur’anu, kao što je Jusuf (biblijski Josif, Josip), i sufijske učenjake kao što su Ibrahim Edhem, Mensur Halad`, Sejdi Balum i dr.
Izvestan je i Junusov značaj za svetsku poeziju uopšte. Mnogi su veličinu Junusa Emrea, u poetskom pogledu, dovodili u
vezu sa velikim pesnicima i misliocima Zapada. Tako na primer, Burhan Toprak poredi Emrea sa francuskim misliocem
Paskalom, a Junusovo delo s delom Božanske komedije. Ejuboglu naziva Junusa turskim Vijomonom i Servantesom. O značaju Junusa Emrea govori podatak da je UNESCO 1991. godinu, povodom 750 godina od njegova rođenja, proglasio „Međunarodnom godinom Junusa Emrea.“

## Junus Emre iDželaludin Rumi
Postoji legenda koja vekovima kruži Turskom, koja je najverovatnije apokrifna, a u kojoj se govori o susretu između Rumija i Junusa Emrea, pa stoga vrlo korisna za ocenjivanje Junusova pesničkog opusa. Junus, narodni pjesnik, stajao je oči u oči sa starijim pesnikom-filozofom Rumijem o kome je jednom rekao:“Njegove veličanstvene vizije su ogledalo naših srca.“ Rumi je autor „Mesnevije“, koja je nazvana „epopejom sufizma“. To remek-delo „islamskog Dantea“ sadrži oko 26.000 bejtova ili distiha koji uglavnom govore o tome da se Bog objavljuje kroz ašk ili ljubav u derviškoj duši, odn. u ljudskom srcu koje je pročišćeno Šeri'atom i tarikatom. Prema ovoj legendi, Junus je prigovorio Rumiju zašto je svoju „Mesneviju“ sročio u tolikom obimu, a onda mu istu ideju izrazio u samo dva retka:
Ja oblik u meso i kosti stavih
i on se u liku Junusa pojavi.
Navodno je Rumi priznao da on ne bi napisao magnum opus da je bio u stanju napisati tako jezgrovit bejt.

## Junus Emre u prevodu na srpski jezik
Stvaralaštvo Junusa Emrea postalo je poznatije srpskom čitaocu nakon 1990. godine koja je pod pokroviteljstvom UNESCO-a proglašena za Međunarodnu godinu ovog pesničkog genija. Godine 1990. pojavila se zbirka njegovih pesama na srpskohrvatskom jeziku u prevodu Jasne Šamić (Mistički eros, Banja Luka 1990), a sledeće godine u prevodu Tadžide Hafiz (Junus Emre, Priština 1991). Najnoviji prevod na srpski poezije Junusa Emrea pod naslovom „Slavuj ljubavi“ objavljen je u dva izdanja 2010. i 2016. godine.

## Spoljašnje veze
- Junus Emre — Slavuj ljubavi
- Čigoja štampa Архивирано на веб-сајту  (14. јануар 2018)